# آناماريا كيرالي
آناماريا كيرالي (بالمجرية: Király Annamária)‏ مواليد 29 أغسطس 1985 في دبرتسن، هي لاعبة كرة يد مجرية تلعب كحارس مرمى. وصلت مع فريقها إلى نصف نهائي كأس أوروبا لكرة اليد للسيدات 2006.